# Joachim Berthold
Joachim Berthold (17. říjen 1917, Eisenach – 25. září 1990, Oberaudorf (Bavorsko)) byl německý sochař.

## Životopis
Byl synem zlatníka Karla Bertholda a malířky Marie Schmidt-Kugel. Od roku 1936 byl žákem Wolfganga Wallnera v Kolíně nad Rýnem na Kölner Werkschulen a později magisterským studentem Josepha Wäckerleho na Akademii výtvarných umění Mnichov. Po krátkém období jako sochař se účastnil druhé světové války a po válce pracoval až do své smrti v Oberaudorfu.
Od roku 1960 pořádal samostatné výstavy v Německu, od roku 1966 se účastnil mezinárodních výstav, mimo jiné v New Yorku, Miláně a Vancouveru.
Ústředním tématem soch - převážně z bronzu - je lidská postava. Po expresivním začátku usiloval o stále větší abstrakci.

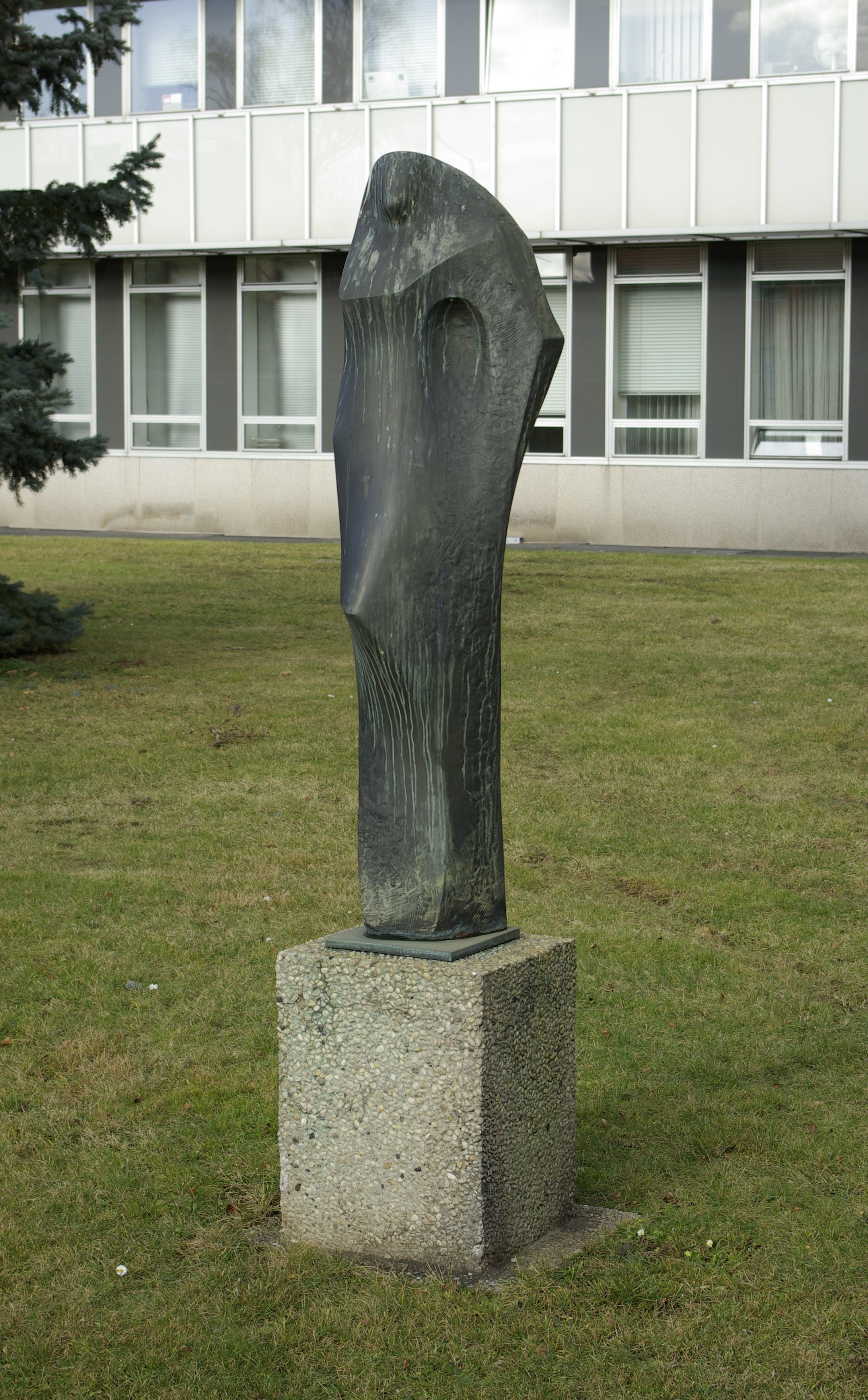
Adamovo žebro
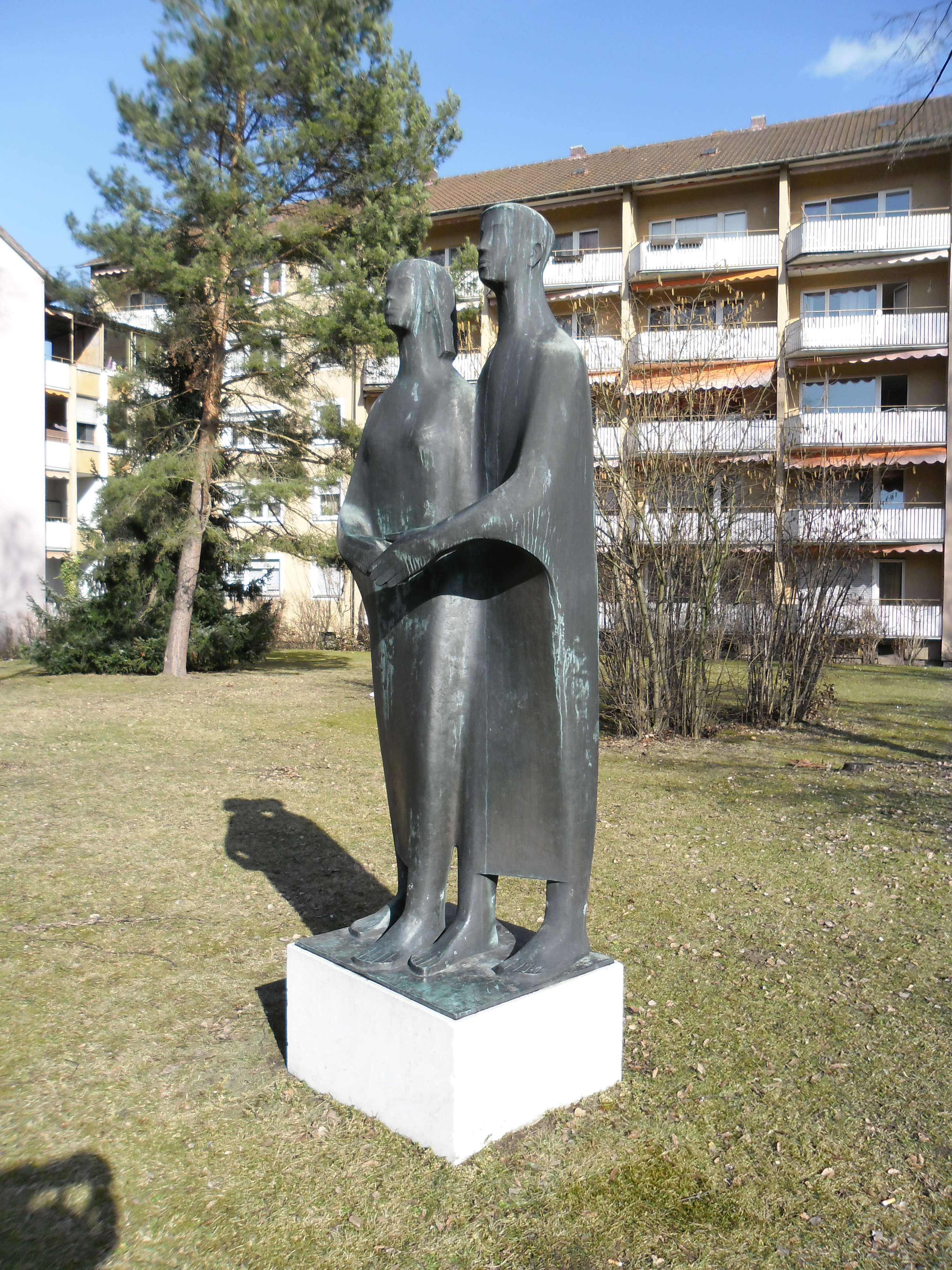
Lidský pár
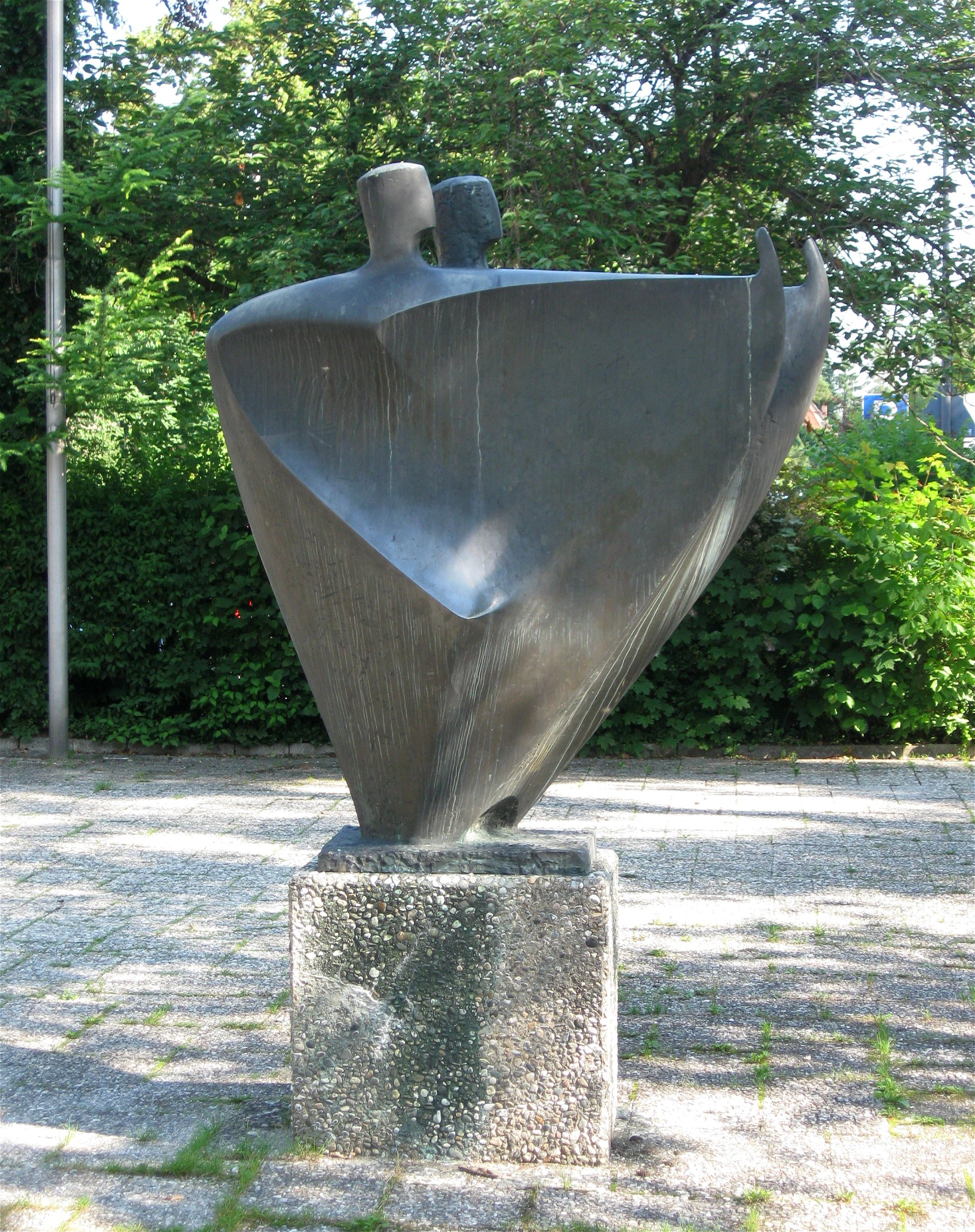
Socha před Luitpoldhalle (Rosenheim)